# Am Leben / Alive Pre-Listening-Tour
Bei der Am Leben / Alive Pre-Listening-Tour handelt es sich um die neunte eigenständige Solotournee des deutschen Synthiepop-Sängers Peter Heppner.

## Hintergrund
Die Am Leben / Alive Pre-Listening-Tour war die neunte eigenständige Headliner-Solotournee von Peter Heppner. Es handelte sich dabei um eine Tour, um bereits entstandene Neukompositionen, die bis dato noch nicht veröffentlicht wurden, dem Publikum zu präsentieren beziehungsweise die Livereaktion zu testen. Die Tour erfolgte im Zeitraum vom 15. April 2025 bis zum 26. April 2025 und führte ihn mit seiner Begleitband durch zehn deutsche Städte. Dies war dabei die erste Tour mit einem popmusikalischen Set seit sechs Jahren, zuletzt spielte Heppner mit der Confessions & Doubts Tour (11/2018–04/2019) eine reguläre Konzertreihe. In der Zwischenzeit folgten mit Peter Heppner Akustik (09/2022–09/2023) und der TanzZwang Tour (09/2022–12/2024) eine Akustiktour und verschiedene Klubevents. Erstmals angekündigt wurde die Tour am 23. Januar 2025, eineinhalb Monate nach Beendigung der letzten TanzZwang-Events. Bereits einige Tage zuvor startete Heppner einen Countdown zur Ankündigung auf seinen sozialen Medien.
In allen Städten spielte Heppner bereits zuvor als Solokünstler. Während der Tour gab er unter anderem sein 14. Konzert in Leipzig; in keiner anderen Stadt gab er bis dato mehr Solokonzerte. Darüber hinaus gab er sein zehntes Konzert in Köln, das siebte in Hannover, sein sechstes in Stuttgart oder auch je seine fünften Solokonzerte in Jena und Magdeburg. Im Magdeburger Factory spielte Heppner während dieser Konzertreihe sein viertes Solokonzert. Im Nürnberger Hirsch und dem Musikzentrum Hannover waren es je seine dritte Konzerte, während er im Leipziger Anker, dem Club Zenit in Schwerin, dem F-Haus in Jena und dem Stuttgarter Im Wizemann je zum zweiten Mal gastierte.
Als Tourneeveranstalter war das Garbsener Unternehmen Protain Concerts tätig, das schon in der Vergangenheit in dieser Funktion agierte. Auf ein Bühnenbild wurde während dieser Tour verzichtet. Man sah lediglich die Musiker an ihren Instrumenten und in der Bühnenmitte Heppner.

## Vorprogramm

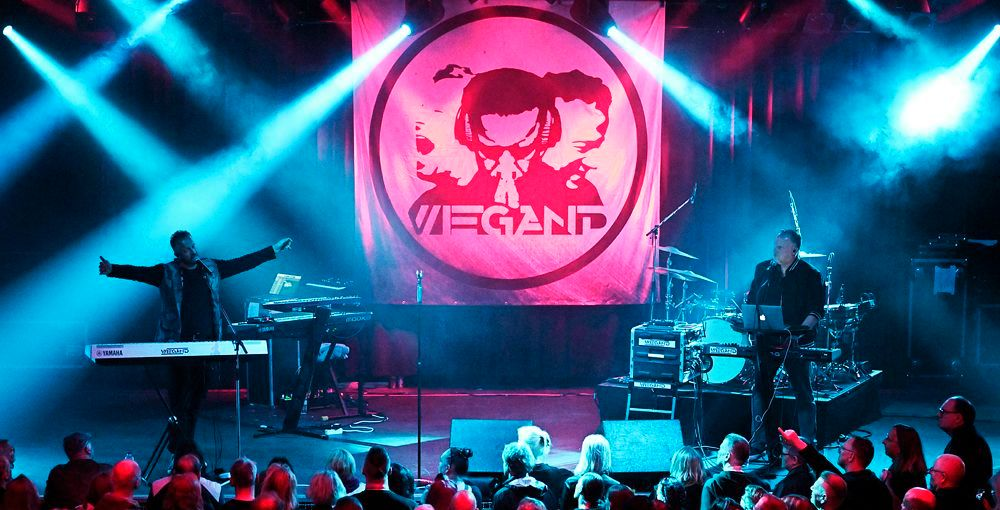
Wiegand in Leipzig.

Auf der Tour wurde Heppner vom deutschen Dark-Wave- und Synthiepop-Duo Wiegand im Vorprogramm begleitet. Dieses spielte bereits ein Konzert im Vorprogramm bei Heppner, während des Saloppe Open-Air im Dresdener Wasserwerk Saloppe am 21. Juli 2023. Die Band präsentierte auf dieser Tour eine Setlist, bestehend aus acht Titeln, die ein Best Of ihrer bisherigen Karriere darstellt. Mit Down the Memory Lane, Floating Away und Superheld entstammen drei Lieder aus ihrem Debütalbum Released. (Dezember 2018). Die Titel Alive (Intro), Connected und Pied Pipers stammen aus dem zweiten Studioalbum Arrived. (Mai 2023). Darüber hinaus stammt der Titel Wenn der Schmerz vergeht aus der Between the Worlds EP (Juni 2022), während Empty bis dato nur als Single erschien (September 2024).

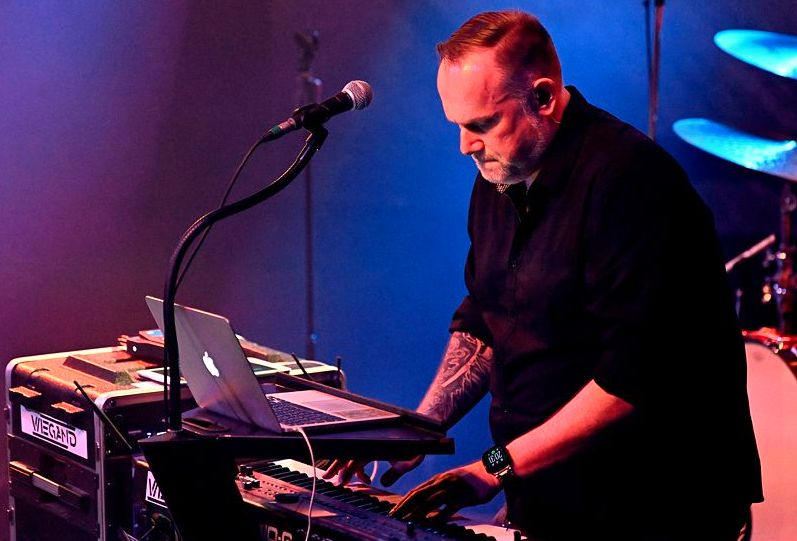
Jens Domgörgen: Gesang
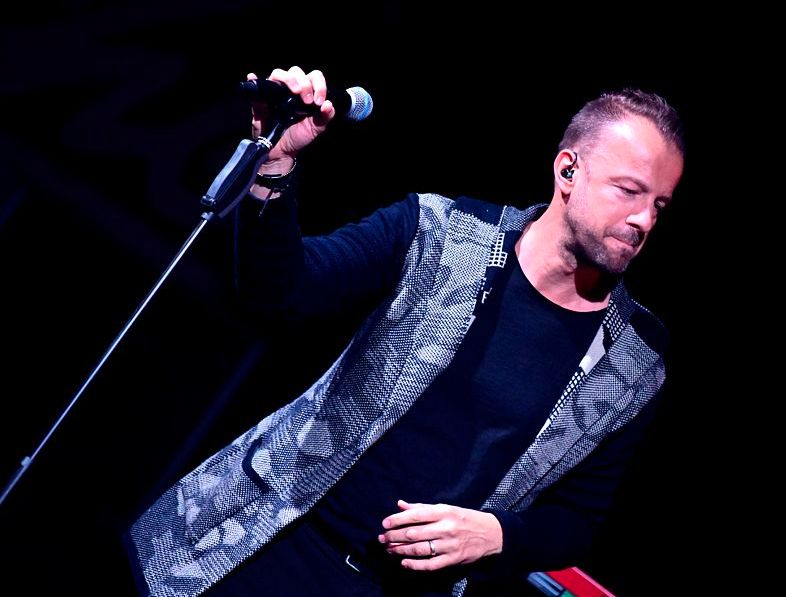
Helge Wiegand: Keyboard

Setlist
1. Alive (Intro)
2. Connected
3. Pied Pipers
4. Wenn der Schmerz vergeht
5. Down the Memory Lane
6. Empty (Single)
7. Superheld
8. Floating Away

Mitglieder von Wiegand
- Jens Domgörgen:
Gesang
- Helge Wiegand:
Keyboard

## Begleitmusiker
Während der Tour wurde Heppner von seinen langjährigen Weggefährten Achim Färber (Perkussion und Schlagzeug) und Dirk Riegner (Keyboard) unterstützt. Der deutsche Komponist, Liedtexter, Musiker und Musikproduzent Riegner ist bereits seit der Solo Tour im Jahr 2008, der ersten Solo-Konzertreihe von Heppner, fester Bestandteil von seiner Liveband. Darüber hinaus fungierte er auch als Autor und Produzent von Heppners bis dato drei erschienenen Solo-Studioalben. Der deutsche Schlagzeuger Fäber spielte erstmals bei der Clubtour im Jahr 2010 für Heppner und ist ebenfalls seitdem, mit Ausnahme der TanzZwang Tour (2022–24), fester Bestandteil der Liveband.
Bandmitglieder

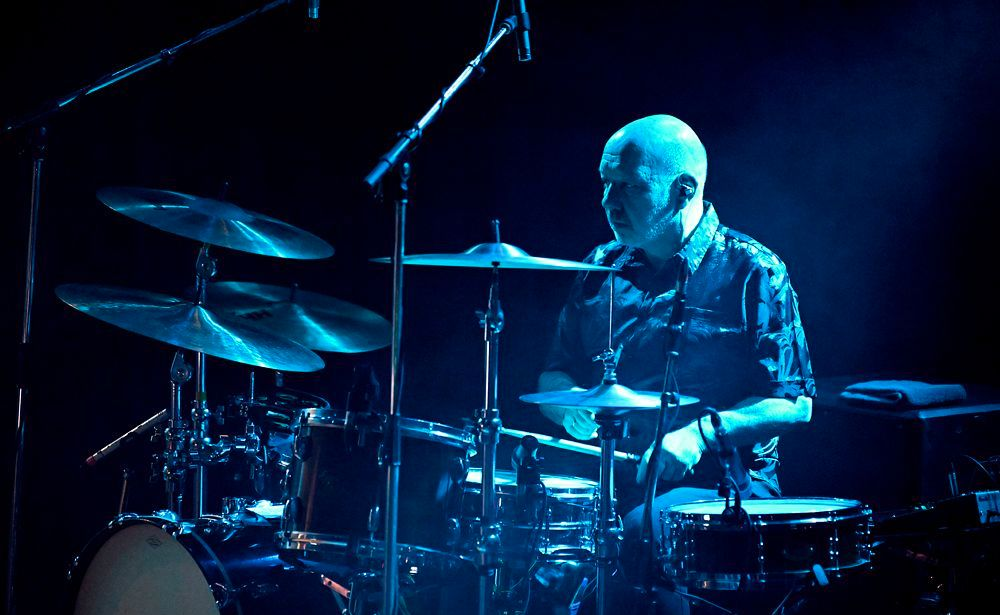
Achim Färber: Perkussion
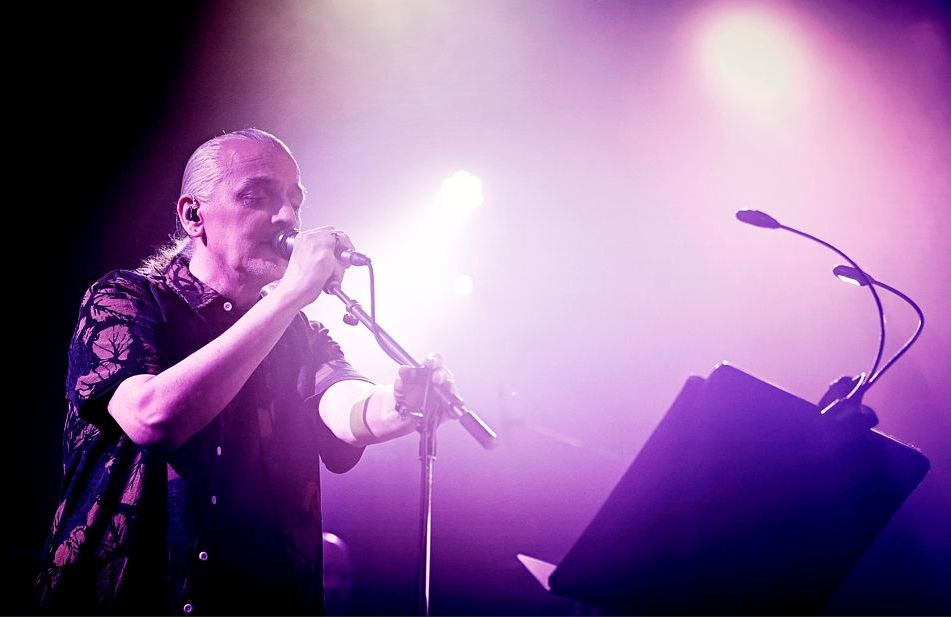
Peter Heppner: Gesang
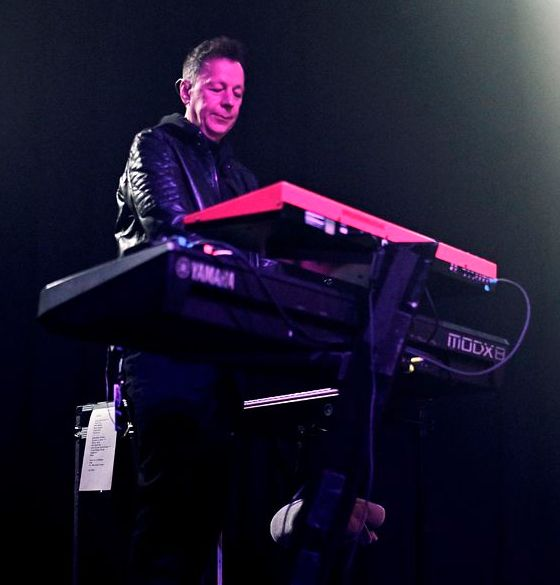
Dirk Riegner: Keyboard, Synthesizer

## Tourdaten
| Datum          | Stadt             | Land        | Veranstaltungsort |
| -------------- | ----------------- | ----------- | ----------------- |
| 15. April 2025 | Stuttgart         | Deutschland | Im Wizemann       |
| 16. April 2025 | Nürnberg          | Deutschland | Hirsch            |
| 17. April 2025 | Frankfurt am Main | Deutschland | Das Bett          |
| 19. April 2025 | Schwerin          | Deutschland | Club Zenit        |
| 20. April 2025 | Magdeburg         | Deutschland | Factory           |
| 21. April 2025 | Jena              | Deutschland | F-Haus            |
| 23. April 2025 | Bochum            | Deutschland | Zeche             |
| 24. April 2025 | Köln              | Deutschland | Die Kantine       |
| 25. April 2025 | Hannover          | Deutschland | Musikzentrum      |
| 26. April 2025 | Leipzig           | Deutschland | Anker             |

## Setlist
Während der Tour präsentierte Heppner, zusammen mit seiner Begleitband, 19 unterschiedliche Titel, darunter auch ein Medley sowie ein Intro und Outro. Das Hauptprogramm bestand aus 15 Liedern, auf das eine Zugabe mit vier weiteren Titeln folgte. Das Repertoire bestand aus einem popmusikalischen Set aus den Bereichen Alternative, Dark Wave und Synthiepop.
Die Setlist bestand aus einem Best Of von Heppners Solokarriere sowie seiner Karriere mit Wolfsheim. Aus seiner Zeit mit Wolfsheim präsentierte er vier Titel, darunter das älteste Werk The Sparrows and the Nightingales aus dem Debütalbum No Happy View (1992). Die Lieder Künstliche Welten und Once in a Lifetime sind zwei Singles aus dem vierten Wolfsheim-Album Spectators (1999). Dazu kommt mit Kein Zurück ein Top-10-Hit aus dem fünften und letzten Studioalbum von Wolfsheim, dem Nummer-eins-Album Casting Shadows (2003). Bei den Liedern Die Flut (1998), Leben … I Feel You (2003) und Wir sind wir (2004) handelt es sich um Singleauskopplungen, bei denen Heppner im Original mit anderen Musikern zusammenarbeitete und als Gastsänger in Erscheinung trat. Aus dem letzten Doppelalbum Confessions & Doubts/TanzZwang (2018) wurden vier vollwertige Titel und ein Medley gespielt. Aus dem Studioalbum Confessions & Doubts spielte Heppner die Titel Good Things Break, Herz (Metropolis), Was bleibt? und Unloveable. Aus dem Remixalbum TanzZwang präsentierte er das Medley, dass sich aus den Liedern All Is Shadow, Just One Word, Sedate Yourself und …Und Ich Tanz‘ zusammensetzte. Aus den ersten beiden Soloalben wurde je ein Titel gespielt. So wurde mit Meine Welt ein Titel aus Heppners zweitem Studioalbum My Heart of Stone (2012) gespielt und mit Das geht vorbei… einer aus dem Debüt-Soloalbum Solo (2008). Damit wurden aus allen Soloalben von Heppner mindestens ein Titel interpretiert.
Die Tour selbst stand unter dem Motto „Am Leben / Alive Pre-Listening-Tour“. Aus diesem Grund spielte Heppner drei neue, zuvor unveröffentlichte, Titel. Diese wurden jedoch nicht in voller Länge präsentiert, sondern lediglich die ersten Strophen, die Heppner jedoch zweimal hintereinander sang. Es handelte sich dabei um die Lieder, mit den Arbeitstiteln Dreams at Stake, Eine and’re Zeit und Hurt People Hurt People.
Liste der gespielten Lieder während der Tour:
1. Intro
2. Eine and’re Zeit
3. Leben … I Feel You
4. Was bleibt?
5. Kein Zurück
6. Unloveable
7. TanzZwang-Medley:
  1. Just One Word
  2. All Is Shadow
  3. Sedate Yourself
  4. …Und Ich Tanz‘
8. Künstliche Welten
9. Dreams at Stake
10. Meine Welt
11. Wir sind wir
12. Hurt People Hurt People
13. Good Things Break
14. The Sparrows and the Nightingales
15. Herz (Metropolis)

Zugabe:
1. Once in a Lifetime
2. Die Flut
3. Das geht vorbei…
4. Outro

## Rezensionen
Christine Heinrich vom Szenemagazin Monkeypress bezeichnete Heppner als Legende der Schwarzen Szene und das Konzert im Leipziger Anker als phänomenalen Tourabschluss. Die Vorband Wiegand habe das Publikum bereits förmlich mitgerissen. Die Interpretationen beschrieb Heinrich als tanzbare Synthpop-Ohrwürmer, mit charmanter Energie und extremer Spielfreude, zudem bewiese die Band mit der ruhigen Nummer Wenn der Schmerz vergeht einmal mehr, die musikalische Variabilität der Band. In etwas mehr als einer halben Stunde würden die zwei Musiker ihr Können zeigen und hätten mit Sicherheit den einen oder anderen Fan hinzugewonnen. Nach einer kurzen Umbauphase begann das Hauptprogramm mit Heppner. Bereits zu Beginn stimme dieser mit Eine and’re Zeit einen neuen Titel an, der die Setlist hervorragend anführe und die Vorfreude auf das neue Album unweigerlich wachsen lasse. Spätestens nach dem TanzZwang-Medley habe auch der letzte Fan im Saal mitgesungen und -getanzt, was auch Heppner ein Lächeln ins Gesicht gezaubert habe. Mit dem poetischen, voller phantastischer Gedanken bestückte Meine Welt male er für sein Publikum eine Wunschrealität und lasse dabei Emotionen entstehen, so dass auch feuchte Augen im Publikum zu sehen gewesen seien. Heppner habe mit seiner nahbaren und unglaublich sympathischen Art sein Publikum eingefangen. Er unternehme gemeinsam mit ihnen eine Reise in die Vergangenheit, die Gegenwart und wage mit der Vorstellung neuer Lieder einen Ausblick auf die musikalische Zukunft. Eine Zukunft, auf die sich die Anhänger hervorragender Musik zu Recht freuen können würden. Mit Das geht vorbei… gehe ein einzigartiger und berauschender Abend, nach über 90 Minuten, viel zu schnell vorbei. Laut Heinrich könne man dieser Stimme ohne Probleme noch weitere drei, vier oder auch fünf Stunden zuhören.
Iryna Kalenska von Reflections of Darkness beschrieb den Abend im Musikzentrum Hannover als eine Reise durch Emotionen, Erinnerungen und die ätherischen Landschaften. Den Auftritt von Wiegand beschrieb die Rezensentin als mitreißend. Ihr Set habe sich wie eine Erzählung entfaltet, eine Mischung aus pulsierender Elektronik, poetischer Melancholie und emotionaler Katharsis. Deren Schlussnummer Floating Away habe den Raum mit Wellen von Wärme und Sehnsucht durchflutet. Der hymnische Refrain und die kristallklare Inszenierung habe das Publikum begeistert und zum mitsingen animiert. Es sei ein perfekter Abschluss eines Auftritts gewesen, der sowohl musikalisch ausgefeilt als auch tief empfunden gewesen sei. Kalenska bewertete den Auftritt von Wiegand mit 7,5 von möglichen zehn Punkten. Den Auftritt von Heppner beschrieb Kalenska als emotional und unvergesslich. Begleitet von summenten Fans, erschien Heppner gelassen und ruhig, als käme er direkt aus einer seiner eigenen melancholischen Klanglandschaften. Seine Stimme habe alle wie ein samtener Schleier umhüllt. Die Atmosphäre sei elektrisierend und doch introspektiv gewesen, als ob jeder nicht nur mit den Ohren, sondern mit etwas viel Tieferem zugehört habe. Es habe keine Unruhe, kein Geplapper gegeben, sondern nur stilles Versunkensein, unterbrochen nur von langem, tosendem Applaus am Ende jedes Liedes. Es habe sich angefühlt, als würde man etwas Unfertigem, Zartem und Schönem in seinem Werden beiwohnen. Heppner habe genau verstanden, das Unbekannte mit dem Geliebten zu vereinen. Jeder Titel fühlte sich an wie ein Faden, der sich durch die Zeit ziehe; er verband Alben, Erinnerungen, Menschen. Heppner sei nicht einfach nur aufgetreten; er habe eine Geschichte kuratiert, eine Reise. Keine grellen Lichter, keine Überproduktion: Nur Musik, Atmosphäre und emotionale Wahrheit. Heppner sprach demütig zwischen den Liedern und habe seine aufrichtige Dankbarkeit für die Anwesenheit und Aufmerksamkeit des Publikums ausgedrückt. Der abschließende Applaus sei nicht wild, sondern tief gewesen – wie ein herzliches Dankeschön. Als das Publikum hinausgeströmte, habe eine Stille in der Menge geherrscht, so wie sie nur nach etwas Wirklichem entstehe. Die Rezensentin habe Hannover verändert verlassen, nicht nur durch die Musik, sondern auch durch die Menschlichkeit in diesem Raum. Das sei nicht nur ein Konzert gewesen, sondern eine Gemeinschaft. Sie vergab 9,5 Punkte, nur das Lict bewertete die mit acht Punkten, die restlichen Kriterien wie Musik, Performance und Ton bewertete sie mit der vollen Punktzahl.

## Trivia
Heppner ludt sein Publikum – mit einem „verschmitztem Lächeln“ – zu Beginn eines jeden Konzertes explizit dazu ein, mitzufilmen und Fotos zu machen: „um den Daheimgebliebenen zu zeigen, was sie verpassen.“